# Ана Јаблоновска
Принцеза Ана Паулина Јаблоновска (22. јун 1728 — 7. фебруар 1800), била је пољски магнат и политичарка. Била је позната по својој изузетној активности на својим имањима, у које је увела друштвене изуме као и индустрију. Била је позната и по својим научним интересовањима, а поседовала је природњачку колекцију познату у савременој Европи. О њој се говори као о једној од најзначајнијих жена Пољске 18. века.

## Живот
Принцеза Ана Јаблоновска је била ћерка принца Казимира Леона Сапиха и принцезе Каролине Терезе Радзивил. Године 1750. удала се за кнеза Јана Кајетана Јаблоновског (1699-1764), гувернера Брацлавског.

### Политичка активност
Након што је 1764. остала удовица, Ана Јаблоновска се активно ангажовала у пољској политици. Припадала је опозицији краља Станислава Августа Поњатовског и подржавала је Барску конфедерацију (1768-1772) на дворовима Беча и Париза. Након неуспеха Барске конфедерације признала је њен пораз, помирила се са краљем и повукла се из политичког живота да би се концентрисала на своје сфере интересовања.

### Друштвена акција и предузетништво
Ана Јаблоновска се посветила управљању својим доменима као магнат. Водила је политику друштвеног деловања за побољшање живота становништва у градовима и селима на својим имањима. Укинула је сокеџ у корист пореза за сељаке и друге закупце, изградила болнице и основала текстилне и друге фабрике. Због своје бриге за ефикасно управљање у својим огромним доменима, развила је систем процедура за разјашњавање дужности службеника запослених у Сјемјатичу, Коцку и Висоцку.
Посебно је била заинтересована за развој градова Подласје, Волинија, Сјемјатиче и Коцк. У Сјемјатичу је основала зграду владе, штампарију, школу за бабице и фабрике, чиме је Сјемјатиче постала регионална трговачки и индустријски центар. Увела је и врсту „зајмног фонда“ за сељаке.

### Научна активност
У Коцку је обновила постојећу палату у импресивну резиденцију, коју је претворила у центар науке. Позната по свом интересовању за науку, Ана Јаблоновска је позвала стране научнике у Коцк, који је у савременој Европи постао познат по својој библиотеци и природњачкој колекцији, која важи као једна од најбољих у Европи.

## Радови
- Ustawy powszechne dla dóbr moich rządców, t. 1–7, Siemiatycze 1783–1785; wyd. następne: t. 1–8, Warszawa 1786 (2 wydania)
- Porządek robót miesięcznych ogrodnika na cały rok wypisany i na miesiące podzielony, Siemiatycze 1786; wyd. następne: wyd. 2 Warszawa 1787; wyd. 3, 1792
- Księga ekonomiczna na trzy części podzielona, rękopis: Ossolineum, sygn. 3705/III
- Physiologia albo krótko zebrane lekcje elementarne o naturze i własnościach duszy, Siemiatycze 1786; wyd. 2 ze zmienioną w części egzemplarzy kartą tytułową: Psychologia..., Warszawa 1786, (autorstwo przekładu przypisuje jej Estreicher)
- Do J. A. Jabłonowskiego z roku 1762, rękopis: Biblioteka Czartoryskich, sygn. 1136
- Korespondencja z J. A. Jabłonowskim z lat 1763–1764, rękopis: Biblioteka Czartoryskich, sygn. 1153
- Do Stanisława Augusta z lat 1764–1780, rękopis: Biblioteka Czartoryskich, sygn. 665
- Listy z okresu konfederacji barskiej w zbiorze A. Krasińskiego, rękopis: Biblioteka Czartoryskich, sygn. 948
- Do J. A. Jabłonowskiego z roku 1771, rękopis: Biblioteka Czartoryskich, sygn. 1156
- Do Stanisława Augusta 2 listy z lat: 1770, 1792; rękopis: Biblioteka Czartoryskich, sygn. 727
- Do J. A. Jabłonowskiego (przed rokiem 1777), rękopis: Biblioteka Czartoryskich, sygn. 845
- Do Stanisława Augusta 9 listów z lat: 1780–1784; rękopis: Biblioteka Czartoryskich, sygn. 666
- Do Stanisława Augusta 3 listy z lat: 1780–1786 oraz dokumenty urzędowe; rękopis: Biblioteka Czartoryskich, sygn. 697
- Do Stanisława Augusta 2 listy z lat: 1786–1787; rękopis: Biblioteka Czartoryskich, sygn. 699
- Do Stanisława Augusta 3 listy z lat: 1787–1792; rękopis: Biblioteka Czartoryskich, sygn. 732
- Do Stanisława Augusta z roku 1792, rękopis: Biblioteka Czartoryskich, sygn. 922
- Listy w zbiorze A. z Potockich Branickiej, rękopis: Archiwum Główne Akt Dawnych (Archiwum Wilanowskie)
- Korespondencja w zbiorach byłego Ossolineum Lwowskiego (Archiwum Sapiehów, teka 32)
- Ustawy dla mego rządcy, rękopis: Biblioteka Czartoryskich, sygn. 1508
- Akta i różne materiały, rękopisy: Ossolineum, sygn.: 5429/III, 5772/II